# Орляне
О́рляне (болг. Орляне) — село в Ловецькій області Болгарії. Входить до складу общини Угирчин.

## Населення
За даними перепису населення 2011 року у селі проживали 106 осіб, з них 82 особи (95,3%) — болгари.
Розподіл населення за віком у 2011 році:
Динаміка населення: